# Wilhelm Kraase
Wilhelm Kraase (ur. 1887 w Kolonii, zm. 1962) – profesor AEG Institut w Berlinie, najbardziej znany jako wynalazca pałatki wojskowej Zeltbahn, stosowanej przez Waffen SS i Wehrmacht oraz specjalnie projektowanych wzorów maskujących na tkaninach mundurowych.
W latach 1922–1946 doktor, a następnie profesor w AEG Institut w Berlinie. W 1926 r. zaprojektował pałatkę maskującą "Zeltbahn", a w 1929 zaprojektował dla niej specjalny wzór maskujący, od którego wywodzą się niemal wszystkie współczesne wzory maskujące na tkaninach mundurowych. W czasie trwania II wojny światowej był współautorem nowszej wersji wzoru "geometrycznego", nazwanego "Splittertarnmuster" lub wzór "błotnisty, rozmyty". Po wojnie stał się konsultantem Bundeswehry i opracował część z projektów wzorów maskujących opartych na maskowaniu "plamistym" typowym dla Waffen SS.